# Мато Пижурица
Мато Пижурица (Веље Дубоко, 14. септембар 1942) редовни је професор Филозофског факултета у Новом Саду у пензији.
На Филозофском факултету у Новом Саду 1967. године дипломирао је на Групи за јужнословенске језике. Постдипломске студије на Филолошком факултету у Београду 1973. године, а докторирао је на Филозофском факултету у Новом Саду 1987. године.
Члан је Међународне комисије Општесловенског лингвистичког атласа, националних комисија за Општекарпатски дијалектолошки атлас и за Српски дијалектолошки атлас, више одбора САНУ (Одбора за стандардизацију српског језика, Одбора за Речник САНУ, Одбора за етимологију, Одбора за ономастику), неколико редакција (Зборника Матице српске за филологију и лингвистику, Ономатолошких прилога САНУ и Језика данас, као и уредник посебних издања Одељења за књижевност и језик Матице српске). Члан је Управног одбора Матице српске, секретар Одељења за књижевност и језик Матице српске и продекан за наставу Филозофског факултета у Новом Саду.
Аутор је и великог броја расправа, чланака и приказа из историје српског народног и књижевног језика, из дијалектологије и лингвистичке географије, етимологије, ономастике и из области стандардологије.
Приредио је књигу Павла Ивића Српскохрватски дијалекти (Целокупна дела, књ. III).
Објавио је књиге: Говор околине Колашина - (ЦАНУ, посебна издања, књ. 12), 1981, стр. 251, Титоград, 1981; Језик Андрије Змајевића - Титоград (ЦАНУ, посебна издања, књ. 22), 1989, стр. 434 (са 15 факсимила); Прилози Правопису - Нови Сад (Матица српска), 1989, стр. 127 (као један од групе аутора и као један од три приређивача, у екавској и ијекавској верзији); Правопис српскога језика - Нови Сад (Матица српска), 1993, стр. 510 (као један од тројице коаутора, у засебним екавским и ијекавским верзијама; екавска верзија је доживела још два издања, треће је овај аутор допунио новим пописом примена правила); Правопис српскога језика (школско издање) - Нови Сад (Матица српска), 1995, стр. 332 (у истом трочланом ауторском тиму, у екавској и ијекавској верзији; екавска верзија је доживела два поновљена издања, ијекавско још једно); Правопис српскога језика – Приручник за школе, Београд – Нови Сад (као коаутор, у екавској и ијекавској верзији; екавска верзија доживела поновљено издање); Љетопис црковни Андрије Змајевића, књ. I, стр. 56О, књ. II, стр. 547, Цетиње, 1996.
2007. године је издат и „Речник српског језика“, по први пут после 189 година, односно после онога што је зачео Вук Стефановић Караџић, и посао два века је био завршен.

## Дјела
- Српскохрватски дијалекти (приредник)
- Прилози правопису
- Правопис српскога језика
- Правопис
- Приручник за школе
- Андрија Змајевић: Љетопис црковни, Том Први
- Андрија Змајевић: Љетопис црковни, Том Други
- Језик Андрије Змајевића
- Говор околине Колашина
- Речник српског језика (главни уредник)